# Sénia Fléchine

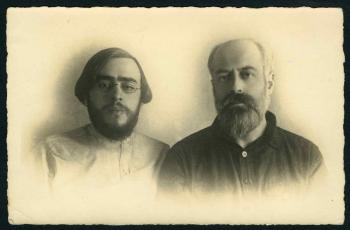
Avec Voline en 1917.

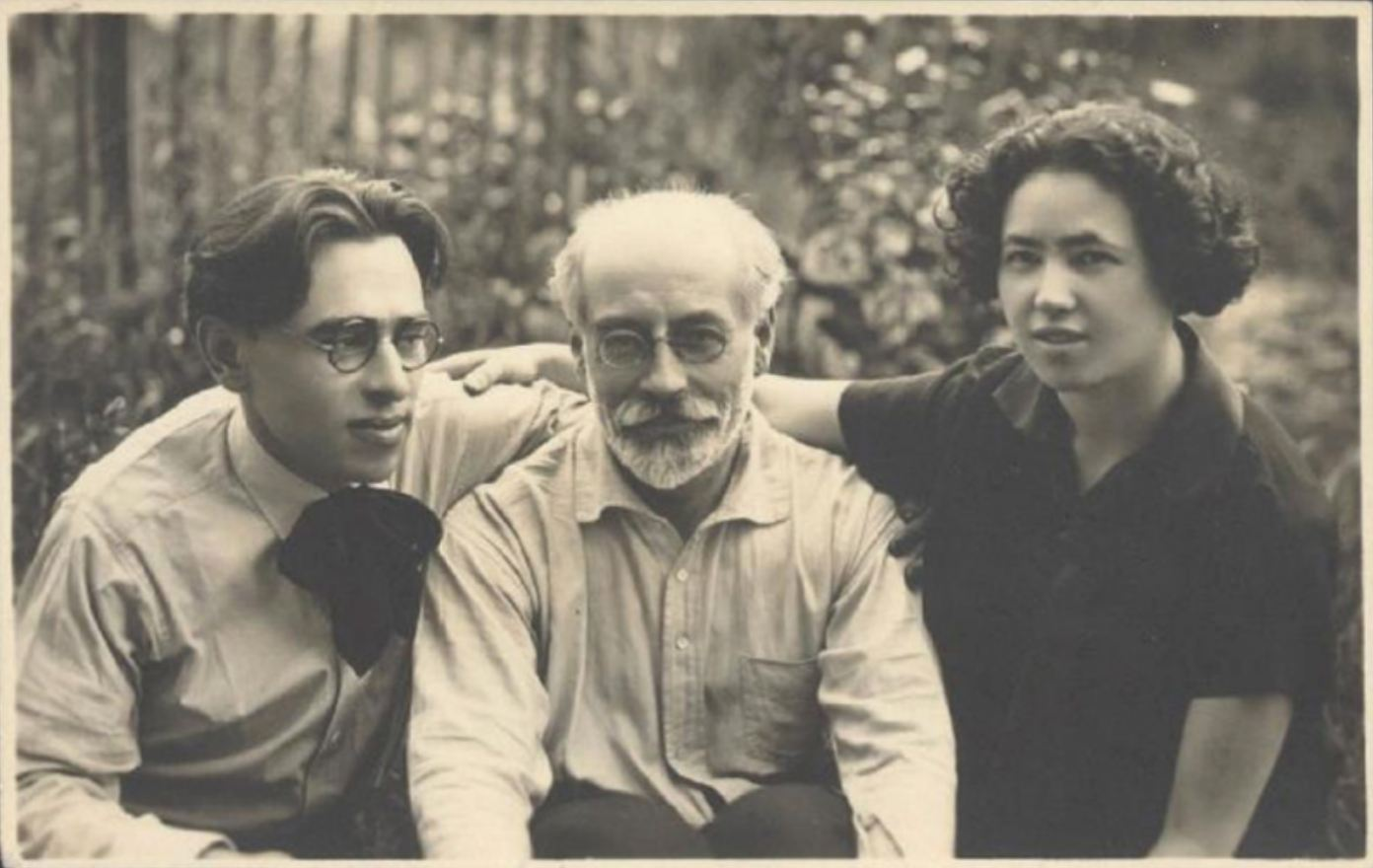
Avec Voline et Mollie Steimer à Paris en 1926.

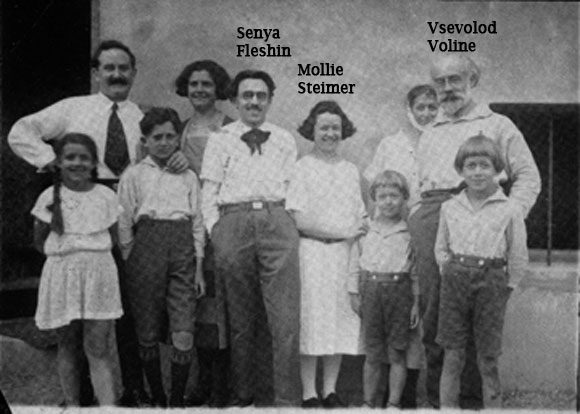
Groupe de militants sans doute en France dans les années 1930.

Sénia Fléchine, en ukrainien : Сеня Флешин, né le 19 décembre 1894 à Kiev  (Gouvernement de Kiev, Empire russe) et mort le 19 juin 1981  à Mexico) est un photographe et un militant anarchiste ukrainien.

## Biographie
Sénia Fléchine nait à Kiev (Gouvernement de Kiev, Empire russe) le 19 décembre 1894. Lorsqu'il a seize ans, sa famille immigre à New York aux États-Unis. Il travaille pour le compte du magazine anarchiste Mother Earth publié par Emma Goldman.
En 1917, Fléchine retourne en Russie pour prendre part à la révolution russe. Il entre rapidement en conflit avec le pouvoir bolchévique.
Le 25 novembre 1920, il est arrêté par les bolchéviks, à Kharkov parmi les 300 délégués participants au Congrès panrusse des anarchistes dont Voline, Olga Taratuta, Mark Mrachnyi, Dolenko-Chekeres, Anatolii Gorelik, Aron Baron et Fanny Baron.
Peu après avoir été libéré, il rencontre l'anarchiste Mollie Steimer qui avait été expulsée des États-Unis. Le 1er novembre 1922, ils sont tous deux arrêtés et inculpés pour aide à des criminels en Russie. Ils sont ensuite déportés en Allemagne où ils rejoignent Emma Goldman et Alexandre Berkman à Berlin.
Avec Mollie Steimer, il ouvre un studio de photographie à Berlin. Fléchine est également actif dans un comité de défense des révolutionnaires (1923-1926) et dans une association internationale composées d'anarchistes (1926-1932).
Lorsqu'Adolf Hitler arrive au pouvoir, Fléchine et Mollie Steimer sont forcés de s'enfuir à Paris. Et lorsque la France est envahie par la Wehrmacht en 1940, le couple part au Mexique où ils ouvrent un nouveau studio de photographie. Sénia Fléchine meurt dans la ville de Mexico le 19 juin 1981, à l'âge de 86 ans.